# دیابلو: آتش دوزخ
دیابلو: آتش دوزخ (انگلیسی: Diablo: Hellfire) یک بسته الحاقی برای بازی ویدئویی نقش‌آفرینی اکشن و هک اند اسلش دیابلو است که توسط سینرجیستیک سافتور توسعه یافته و به‌وسیلهٔ سییرا آن-لاین در نوامبر ۱۹۹۷ به طور انحصاری برای پلت‌فرم مایکروسافت ویندوز منتشر شده‌است.